# Tomosvaryella prostata
Tomosvaryella prostata är en tvåvingeart som beskrevs av Hardy 1962. Tomosvaryella prostata ingår i släktet Tomosvaryella och familjen ögonflugor. Inga underarter finns listade i Catalogue of Life.